# Jens Peter Lund
Jens Peter Lund (født 24. januar 1821 i København, død 17. oktober 1871 i Kristiania (Oslo)) var en dansk litograf og kobberstikker.
Jens Peter Lund begyndte efter sin konfirmation, først i malerlære og senere i lære hos Kobberstikker S. H. Petersen, som skaffede ham adgang til Konstakaderaiet, hvis lavere Skoler han gjennemgik i 1836—40. Efter at have arbejdet fire Aar som Lithograf i Norge, kom han tilbage til Kjøbenhavn og begyndte paany paa Akademiet i 1852 i Gibsskolen og naaede nu at blive Elev af Modelskolen. Han udgav sex Blade Raderinger efter Lundbyes Tegninger og i 1862 et stort Kobberstik efter Skovgaards Maleri »Vognserup Allee«, hvortil Tegningen var udstillet i 1859. Dette Blad viste ham som en virkelig lovende Konstner, der vistnok kunde have udviklet sig til noget dygtigt, naar han ikke, for at kunne ernære sin talrige Familie, — thi han var allerede i 1846 bleven gift med Emilie Hermandine født Hermansen, — mest havde maattet bruge sine Kræfter paa underordnet Arbejde, Lithografier til »Gæa«, Illustrationer til flere af Eschrichts Skrifter (En Grindefangst efter Kloss i Aquatinte) m. m. Et større Blad efter Ruisdael, der skulde have været Sidestykke til Skovgaards, Billede, fik han ikke Lejlighed til at fuldføre. I .det Haab at finde en mere udvidet Virkekreds rejste han nemlig til Norge og der døde han i Christiania den 17. October 1871. (Efter Medd. fra Konstn. selv og hans Enke. Akad. Udst. Gat.).